# CV-16

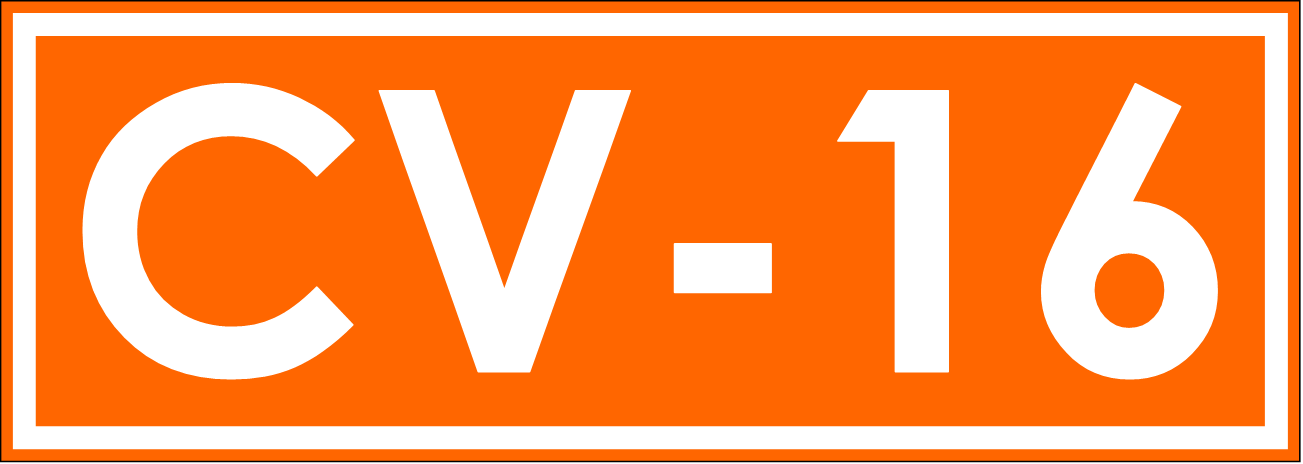
Indicador

La carretera CV-16 comunica Castelló amb l'Alcora

## Nomenclatura
La CV-16 pertany a la xarxa de carreteres del País Valencià. El seu nom ve de la CV (que indica que és una carretera autonòmica de la Comunitat Valenciana) i el 16, és el nombre que rep aquesta carretera, segons l'ordre de nomenclatures de les carreteres de la Comunitat Valenciana.

## Història
Antigament, la CV-16, era una carretera comarcal que es denominava C-232, i que unia el Grau de Castelló amb L'Alcora. En l'actualitat, comença a l'eixida de Castelló, i està desdoblegada fins a l'Embassament de Maria Cristina.

## Traçat actual
La CV-16 comença quan l'Avinguda de l'Alcora ix de Castelló. En aqueix punt passa a anomenar-se CV-16. Té algunes rotondes des d'on s'accedeix a urbanitzacions i polígons industrials. Està desdoblegada fins a l'enllaç amb la carretera CV-160. A partir d'aqueix punt, passa a tenir un carril per sentit. A mitjan 2006, es va inaugurar la CV-190-A, que hi va paral·lela però sense glorietes, el que fa tardar menys a arribar. A aquesta carretera s'enllaça per la CV-160. La CV-16 acaba a l'Alcora, enllaçant amb la CV-190 i CV-190-A, que comunica amb Sant Joan de Moró. Radar localitzat en el quilòmetre 3,9 sentit Castelló, on el límit de velocitat s'estableix en 60 km/h.